# Stipsdorf
Stipsdorf er en by og kommune i det nordlige Tyskland, beliggende i Amt Trave-Land under Kreis Segeberg. Kreis Segeberg ligger i den sydøstlige del af delstaten Slesvig-Holsten.

## Geografi
Stipsdorf er beliggende ved nordøstenden af Bad Segeberg mellem Großer Segeberger See og landskabet Stipsdorfer Alpen. Kommunen ligger i Naturpark Holsteinische Schweiz.
Man kan komme til Stipsdorf via Bundesstraße B 206 fra Bad Segeberg mod Lübeck eller B 432 fra Bad Segeberg mod Scharbeutz.